# Kunsten at græde i kor (film)
 For alternative betydninger, se Kunsten at græde i kor. (Se også artikler, som begynder med Kunsten at græde i kor)
Kunsten at græde i kor er en dansk film fra 2007 instrueret af Peter Schønau Fog med manuskript af Bo Hr. Hansen efter Erling Jepsens romanen Kunsten at græde i kor fra 2002. Filmen foregår i Sønderjylland og fortæller gennem den 11-årig Allan den tragiske historie om en dårligt fungerende familie.
Filmen er indspillet med sønderjysk tale og vises med undertekster på rigsdansk.
Den havde dansk biografpremiere 27. april 2007, og var tidligere blevet vist ved forskellige filmfestivaler.

## Medvirkende
- Jannik Lorenzen – Allan
- Jesper Asholt – Henry - Allans far
- Hanne Hedelund – Allans mor
- Julie Kolbeck – Sanne - Allans søster
- Thomas Knuth-Winterfeldt – Allans storebror
- Camilla Metelmann – Asgers kæreste
- Lene Tiemroth – Psykiater
- Laura Kamis Wrang – Fru Budde
- Rita Angela – Bedste
- Bjarne Henriksen – Budde, købmand
- Gitte Siem Christensen – Faster Didde
- Bodil Lassen – Frk. Port
- Troels Malling – Onkel Kedde
- Hans Henrik Voetmann – Dr. Madsen
- Victor Marcussen – Betjent
- Helle Kok Jensen – Fru Simonsen
- Rolf Hansen – Præst

## Priser
Filmen og dens medvirkende har vundet adskillige priser, heriblandt ungdomsprisen ved San Sebastián International Film Festival, Nordisk Råds Filmpris i 2007, flere Robert- og Bodilpriser, samt Zulu Awarden for bedste danske film.[kilde mangler]
| Titel                                      | Modtager                     |
| ------------------------------------------ | ---------------------------- |
| Bodilprisen for bedste danske film         |                              |
| Bodilprisen for bedste mandlige hovedrolle | Jesper Asholt                |
| Nordisk Råds Filmpris                      | Schønau, Hansen og Stenderup |
| Robert for årets danske spillefilm         |                              |
| Robert for årets instruktør                | Peter Schønau Fog            |
| Robert for årets kvindelige birolle        | Hanne Hedelund               |
| Robert for årets mandlige birolle          | Jesper Asholt                |
| Robert for årets originalmanuskript        | Bo Hr. Hansen                |
| Robert for årets kostumier                 | Margrethe Rasmussen          |
| Robert for årets score                     | Karsten Fundal               |
| Robert publikumsprisen                     |                              |